# 黑群

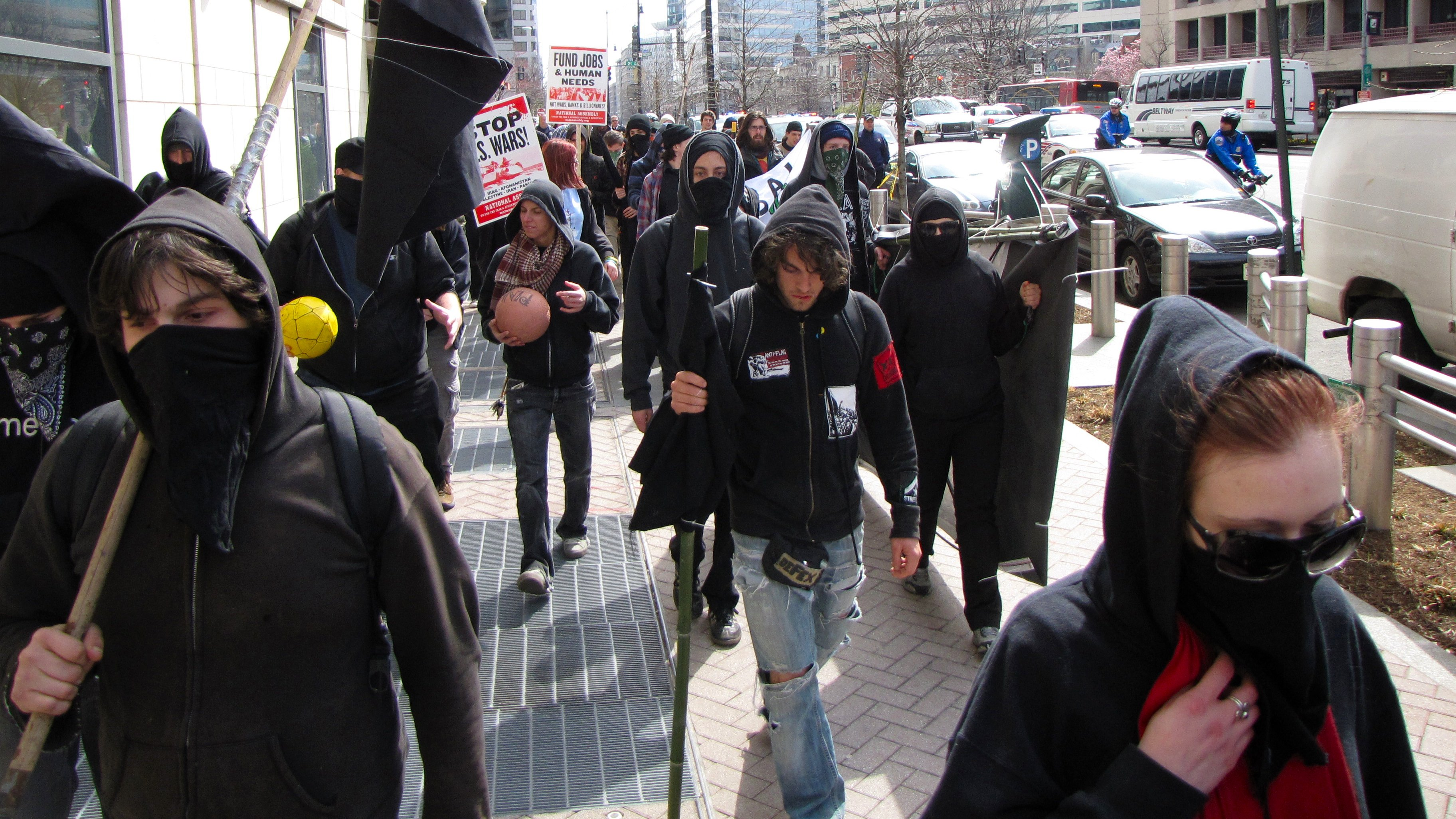
2009年华盛顿特区，一个黑群的游行支流在世界银行附近。注意，一些黑群抗议者可能只是穿着帽衫，从而使得他们的脸可以被看到的，而另一些人可能会使用一些诸如围巾和墨镜或面具之类的物品来尽可能多地隐藏他们的脸。

黑群（Black Bloc）是一种抗议游行活动中使用的战术，其特征是每个人都穿着黑色服装，使用围巾、墨镜、滑雪面罩、带衬料的摩托车头盔或其他遮掩和保护面部的物品。如此着装使参与者之间难以区分，从而用来隐藏游行者的身份，阻碍当局的刑事起诉。同时它也可以用来保护面部和眼睛，防止执法者常用的诸如辣椒水喷雾剂等物造成的伤害和眩晕。该战术让团体呈现为一个庞大统一的群体，并且促进团结。黑群近年多數被使用於反對政府或政府相關機關的行為。
该战术兴起于20世纪80年代的欧洲自治运动中反对驱逐盘踞者、核电站以及限制堕胎等政策的抗议活动中。在1999年西雅图的反对世界贸易组织（WTO）的抗议活动中，一个黑块群体破坏了西雅图市中心的GAP、星巴克、老海军以及其他跨国集团零售点的财物，黑块随之获得了在欧洲以外更广泛的媒体关注。
黑群有时会被媒体误解成一种单一的会员制组织，但事实上它只是一个偶尔会被使用的战术，人们在不同的时间，也可以采用其他的抗议战术。

## 历史

### 德国起源

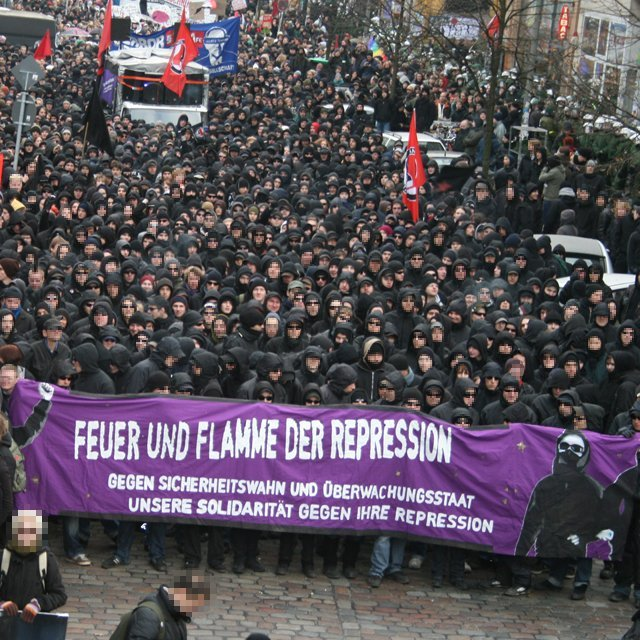
在德国进行的黑群

继1977年布罗克多夫核电站的示威游行后，德国警方在1980年加大使用警力，尤其针对反核人士和盘踞者，黑群战术随之兴起。汉堡的哈芬斯塔博区和柏林的克罗伊茨贝格区是这个时期黑块获得发展的重要地区。这些都是被持不同政见者们占据的社会空间，这些人更愿意创建他们自己的基于共同生活的社会制度和非正统的社区中心。1980年6月，德国警方强行清除了“德兰德自由共和国”——一个在德兰德地区戈莱本的反核抗议阵营。警方对5000名和平示威者进行了攻击，这次事件导致许多的前和平主义者变得愿意使用暴力手段。1980年12月期间，柏林市政府展开一轮不断升级的大规模逮捕行动，随后整个西德的其他各地政府也纷纷效法。盘踞者们在旧的盘踞地被驱逐后，通过开辟新的盘踞地来进行抵制。随着盘踞者在弗赖堡遭到大规模逮捕后，德国许多城市举行了声援他们的示威游行。在柏林的一场示威游行中，15,000至20,000人走上街头，并摧毁了一个奢侈品购物区，这一天后来被称为黑色星期五。穿着相同的黑色衣服和面罩的战术意味着自治主义者们能够更好地抵抗警察和逃避身份鉴别。德国媒体将其称为“黑块” 。
1986年哈芬斯塔博区遭到警方袭击击后，汉堡的盘踞者们动员了起来。10000名示威者走 上街头，围绕在一个至少有1500人的黑块周围。他们举着一个写有“建立革命的双重权力！”的大横幅。游行的最后，黑块展开巷战，迫使警方撤退。第二天，汉堡有13家百货商店被点燃，造成了近1000万美元的损失。同一年的晚些时候，随着切尔诺贝利灾难的爆发，激进的反核人士们也使用了黑块战术。
1987年5月1日，一场在柏林的克罗伊茨贝格区举行的和平集会遭到了西德警察的袭击。由于受到无缘无故的袭击，成千上万的人用石头、瓶子和燃烧瓶还击了警察。警察不得不从这个位于克罗伊茨贝格区所谓的“SO 36”社区完全撤离数小时，此后暴动者们洗劫了商店和居民，从而成为了著名的暴动。
罗纳德·里根1987年6月访问柏林期间，遭遇到约50000名的示威者抗议他的冷战政策。这其中就包括了一个3000人的黑块。两个月后，警方加强了对哈芬斯塔博区盘踞者们的骚扰。1987年11月，成千上万的其他自治主义者加入居住，从而壮大了盘踞行动，居民们在街道上设置路障捍卫自己，和警方对峙持续近24小时。在此之后，市政当局将盘踞居住合法化。

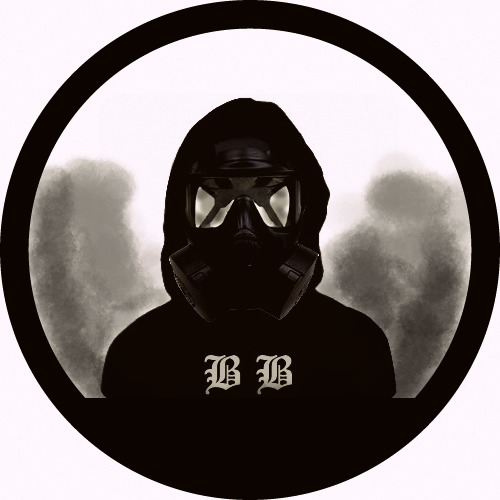
Black bloc illustration.

1988年5月1日，激进的左翼团体举办了一场穿过柏林克罗伊茨贝格区的“五一”游行，游行最后以暴乱收场，情况甚至比前一年更严重。警方遭到了钢珠弹弓、石块、烟花和燃烧瓶的袭击。 5月2日，柏林B.Z. 报的头条就是“贝鲁特？？不，这是柏林！”。 暴乱最终成为了柏林克罗伊茨贝格区的一个传统，从那以后每年的5月1日都会重现一次，但是再也没有头两年那么致命了。1988年，世界银行和国际货币基金组织（IMF）在柏林召开会议，自治主义者则召开了一场国际性的反资本主义活动家的集会。示威者人数在80,000左右，这一数字大大超过了警察。官员们试图通过禁止一切示威活动和攻击公众集会来维持控制。然而，还是出现了骚乱和高档购物区被摧毁的事件。

### 21世纪
在柏林墙倒塌后的一段时间里，德国黑块运动继续着传统的暴乱，如柏林克罗伊茨贝格区的“五一 ”暴乱，但是强度已逐渐降低。与死灰复燃的德国新纳粹主义作斗争，成为他们的主要焦点。2007年6月，在第33届G8峰会期间，“转折”终于到来了。一个2,000人的黑块设置路障、点燃汽车，并在罗斯托克的大规模示威游行期间袭击了警方。冲突造成了400名警察和大约500名示威者及活动家受伤。德国联邦宪法维护厅表示，这次示威前数周的组织活动以及暴乱本身，都可算是德国激进左翼的一场复兴。“罗斯托克战役”后，每年5月1日在柏林的示威活动后，还会进行传统的“五一暴乱”，从2008年起在汉堡也开始出现，暴乱变得更为激烈，并且在激进左翼团体的示威活动中，自治主义者们使用和暴力对抗警察和政敌的现象也大大增加。

### 国际发展

#### 北美
在美国，第一次有记录的采用黑块战术是在1988年10月17日华盛顿特区的五角大楼前。超过一千多名示威者呼吁美国政府终止对萨尔瓦多右翼敢死队的支持，其中就有少量的人组成了黑块。其他在美国早期使用黑块的是在1990年的“地球日华尔街行动”和1991年2月的抗议海湾战争行动中。这些都是由“爱与愤怒”，一个活跃在纽约的北美无政府主义革命组织发起的。在1999年的反世贸组织示威游行中，一个黑块群体给GAP、星巴克、老海军等西雅图市中心的零售店造成了财产损失，这时黑块才获得了媒体的广泛关注。他们成为后来的反全球化抗议活动的一个共同特征。在2010年多伦多的20国集团峰会期间，一场黑块暴乱毁坏了多家零售店，包括一家销售城市户外、美国服饰、阿迪达斯品牌的商店，星巴克以及许多银行机构。

#### 巴西
在2013年6-7月的大规模公众示威游行期间，有一群将自己定位为“黑块”的人开始参加示威活动，他们还尤其占领了从里约热内卢州州长塞尔吉奥·卡布拉尔的住所到州政府宫的整条街。警方被指责混入运动内部，并时不时地故意煽动对抗。虽然警方否认，但许多人声称，视频录像显示一名卧底警察投掷燃烧弹导致一名防暴警察受伤。

#### 英国
一个大约400人的黑块示威群体参加了2011年伦敦的反削减抗议，在抗议活动中他们攻击了各种各样的高端品牌零售店；用记者保罗·梅森的话说，这可能是英国有史以来最大的黑块集会。梅森说，其中的一部分参与者是来自欧洲大陆的无政府主义者，其他人都是些英国学生，因为参与了2010年的英国学生抗议活动而变得激进起来。

#### 埃及
2013年1月25日，埃及革命两周年纪念日，黑块出现在了埃及的政治舞台上，据报道，他们攻击各种穆斯林兄弟会总部和政府大楼，切断了超过8个城市的交通和地铁线路。一群年轻的抗议者，称自己为“黑块”，通过阻断亚历山大港电车轨道的行为而在埃及革命两周年纪念这天留下了永久的痕迹。埃及总检察长塔拉特·阿卜杜拉下令警察和武装部队逮捕任何的黑块参与者，并且指出这个群体开展“恐怖活动”，根据新宪法，政府将其认定为暴力激进的非法组织。

#### 香港
在2019年6月開始大規模爆發的反對逃犯條例修訂草案運動中，大量網民呼籲有意參加示威活動的人士使用此戰術，令香港警方難以區分遊行者的身份。其後示威活動轉趨激進，示威者開始攻擊中資銀行及商鋪等、摧毀公共設施等行為。另外，有人指香港警方混入運動內部，喬裝示威者並煽動雙方衝突，有媒體報導目擊警察曾喬扮示威者投擲汽油彈、在地鐵站進行破壞及縱火等。甚至有喬裝蒙面示威者的警員被識破後，意圖槍擊示威者和市民，但警方否認上述指控。

### 警方渗入
警方和安全部门已经开始使用卧底探员渗透到了黑块内部。而由于所有参与者都隐瞒自己的身份，想要发觉渗入者是相当困难的。在经过数次示威活动之后，一些指责开始出现了。在2001年热那亚的G8峰会期间，在诸多对警察的投诉中，有人提到一段视频录像，录像中“可以看到一些黑衣人正从抗议游行队伍附近的警车里下来”。2007年8月，魁北克警方承认“他们的警员曾假扮成示威者”。在这些场合中，有些渗入者因为穿着警用鞋子而被真正的示威者发现。2003年，加利福尼亚州奥克兰的警察部门渗入到一群在港口和平反战的示威者中。奥克兰警察队长霍华德·乔丹说：“不需要什么特殊技巧就能渗入到这些群体中。我们的两个警员在加入后一个小时内就被选为领导者。所以说要是从一开始就把人放进去的话，我觉得我们就能够收集信息，甚至可能指挥他们做一些我们希望他们做的事情。”

## 策略
黑块战术可以包括进攻性策略，如謀殺、縱火、綁架、挾持人質、巷战、破坏公司财物、骚乱、未经许可的示威游行等，但其主要还是由防御性的战术构成，如误导当局、协助被警方逮捕的人逃跑（“不被逮捕”或“脱离逮捕”）、在示威者禁止进入的区域对被催泪瓦斯、橡皮子弹和其他防暴手段伤害到的人实施急救、设置路障、抵制警察，以及进行监狱团结的演习。黑块进行破坏的财物往往是具有象征意义的：常用的目标包括银行、跟制度相关的机构建筑、跨国公司网点、加油站，以及监控摄像头。
在具体的一场抗议活动中，可能会存在好几个黑块，分别拥有各自不同的目标和策略。作为一种临时性的特别组织，黑块通常并不要求统一的原则或信仰，除了一种坚持——通常是对于激进左翼或自治主义立场的坚持。虽然说一些无政府主义团体也曾呼吁将“圣保罗原则”做为一个可以部署多样化战术的框架来使用。有一些激进的右翼团体，像欧洲的“自治民族主义者”或是澳大利亚的“国家无政府主义者”，也都采用过“黑块”的战术和装束。
2000年，在西雅图战役以及华盛顿反对国际货币基金组织（IMF）的A16抗议几个月之后，“绿山无政府主义者集体”（根据地在佛蒙特州乡下）呼吁黑块行动应该在战术层面上进行协调，通过街道人员的临时选举，民主授权，以作出快速的战术决策，尤其在对抗国家警察部队的行动中。这个集体还呼吁黑块行动要产生一些储备小组，可以被那些当选的战术人员派进冲突之中。这些建议被编入了第一版的《战术公报》小册子中。这本小册子在无政府主义圈子内部是颇受争议的。一些无政府主义者攻击道，这种方法过于正式而且在结构上接近列宁主义。“绿山无政府主义者集体”反驳道：战术人员的直接选举在历史上是与在西班牙内战期间的CNT和FAI无政府主义民兵组织一脉相承的。在老牌的无政府主义组织中，原则上同意这种主张的是“路障集体”（马萨诸塞州，波士顿）和“哥伦布反种族主义行动”（俄亥俄州） 。“路障集体”在他们的同名出版物中，收入了这本小册子，并且还写了他们自己的文章，呼吁在北美的无政府主义运动中，要更加细致和更有战斗性地使用黑块战术。2001年7月，“绿山无政府主义者集体”与“哥伦布反种族主义行动”合作，继续出版《战术公报》小册子的第二版。第二版除其他方面外，还进一步完善了提案建议，指出那种包含了众多相关团体的大型黑块，可以通过对每一个相关团体做更细致的能力（即进攻，防御，侦察等）分工以及增强被选举的战术核心人员的协调能力，从而在战术复杂性上达到一个更高的层次。这本小册子，如同第一版一样，在无政府主义者之间引起了争论。这些战术改革的方面，在2002年波士顿的“人民节”5月5日游行以及2003年缅因州的围攻刘易斯顿兵工厂（为了反对一场失败的新纳粹组织的会议）中获得了一些实地测试的成功。这两次行动很大程度上都是由“无政府-共产主义东北联盟”（绿山无政府主义集体和路障集体的附属团体）组织的。

## 扩展阅读
- Albertani, Claudio. . New Political Science. 2002, 24 (4): 579–595. ISSN 1469-9931. doi:10.1080/0739314022000025408.
- Dupuis-Déri, Francis. . Journal for the Study of Radicalism. 2010, 4 (2): 45–82  [2013-11-07]. ISSN 1930-1189. （原始内容存档于2021-04-22）.
- Gautney, Heather. . Working USA. September 2009, 12 (3): 467–487  [2013-11-07]. （原始内容存档于2020-11-09）.
- Graeber, David. . Oakland: AK Press. 2009. ISBN 978-1904859796.
- Graeber, David. . n+1. 9 February 2012  [28 May 2012]. （原始内容存档于2014-04-03）.
- Katsiaficas, George. The Subversion of Politics: European Social Movements and the Decolonization of Everyday Life. Oakland and Edinburgh: AK Press, 2006.
- The Black Bloc Papers: An Anthology of Primary Texts From The North American Anarchist Black Bloc 1988-2005（页面存档备份，存于）, by Xavier Massot & David Van Deusen, Breaking Glass Press
- Paris, Jeffrey. . Peace Review. 2003, 15 (3): 317–322. doi:10.1080/1040265032000130913.
- Shantz, Jeff. Active Anarchy: Political Practice in Contemporary Movements. Lanham, MD: Lexington Books, 2011.
- Black Blocs and Contemporary Propaganda of the Deed（页面存档备份，存于）, by Jeff Shantz
- Neither Washington Nor Stowe: Common Sense For The Working Vermonter（页面存档备份，存于）, by David Van Deusen and the Green Mountain Anarchist Collective, Catamount Tavern Press, this pamphlet shows a genesis of focus from organizing Bloc Blocs to organizing towards a libertarian-socialist society in northern New England.